# Eugene Stoner
Eugene Morrison Stoner (1922. november 22. – 1997. április 24.) az AR-15-ös fegyver terve miatt vált híressé. Ezt a fegyvert az Amerikai Hadsereg M16-os néven vette át. A legtöbb történész a 20. század legsikeresebb fegyvertervezői között említi meg, olyanok között, mint Mihail Kalasnyikov vagy John Browning.
A Long Beachi középiskolában tanult, majd a Vega Aircraft Company-nál dolgozott.
A második világháború alatt besorozták az Amerikai Egyesült Államok Tengerészgyalogságába és többek között Észak-Kínában is szolgált. 1945 vége felé egy légi felszereléseket gyártó cégnél kezdett dolgozni, a Whittakernél, ahol végül tervező mérnök lett. 1954-ben vezető mérnökként dolgozott az ArmaLite-nál, a Fairchild Engine & Airplane Corporation leányvállalatánál. Az ArmaLite-nál több kézi fegyvert is tervezett, mint például az AR-3, AR-9, AR-11 és AR-12, ám egyiket sem gyártották nagy számban. Ez idő alatt egyetlen sikere a cégnek az AR-5-ös volt, amelyet az Egyesült Államok Légiereje rendszeresített. 1955-ben Stoner befejezte a forradalminak számító AR-10-es terveit. A fegyvert az Amerikai Hadsereg 1956-ban letesztelte. A többi ismétlőpuskával összehasonlítva az AR-10-es kisebb és sokkal könnyebb volt, valamint könnyebb volt a kezelése is. Azonban a fegyvert túlkésőn tesztelték le, így a hadsereg a már megszokott T44-est választotta. Később az AR-10-es tervét a Hollandiai Artillerie Inrichtingen cég vásárolta meg, és gyártotta a fegyvert eladás céljából más országok hadseregeinek egészen 1960-ig.
Az Amerikai Hadsereg kérésére Eugene főnök helyettese Robert Fermont és Jim Sullivan az AR-10-es terveit felhasználva megtervezték az AR-15-öst, melyet az Amerikai Hadsereg M16-ként rendszeresített. Miután az AR-15-ös jogdíját az ArmaLite eladta a Colt vállalatnak Stoner figyelmét az AR-16-os tervezése kötötte le. Bár a fegyverből csak prototípus készült, bizonyos részeit az Armalite AR-18-as felhasználta.
1961-ben Stoner elhagyta az ArmaLite-ot és tanácsadó lett a Coltnál. Később elfogadott egy helyet a Cadillac Cage cégnél, ahol megtervezte a Stoner 63-ast.
Stoner a Thompson-Ramo-Wooldridge-nek megtrevezte a TRW 6425 Bushmaster üteget, melyet később az Oerlikon cég KBA néven gyártott.
Az Ohióbeli Port Clintonban az ARES cégnek volt a társalapítója 1972-ben, ám 1989-ben, miután megtervezte a Stoner 86-ot, kilépett a cégből. 1990-ben csatlakozott a Knight’s Armamanet Company-hoz (KAC), ahol megalkotta az SR-25-öst, melyet az Amerikai Egyesült Államok tengerészgyalogosainak mesterlövészei a mai napig használnak. Az utolsó terve az SR-50-es puska, valamint a Colt 2000 voltak.

## Fegyvertervei

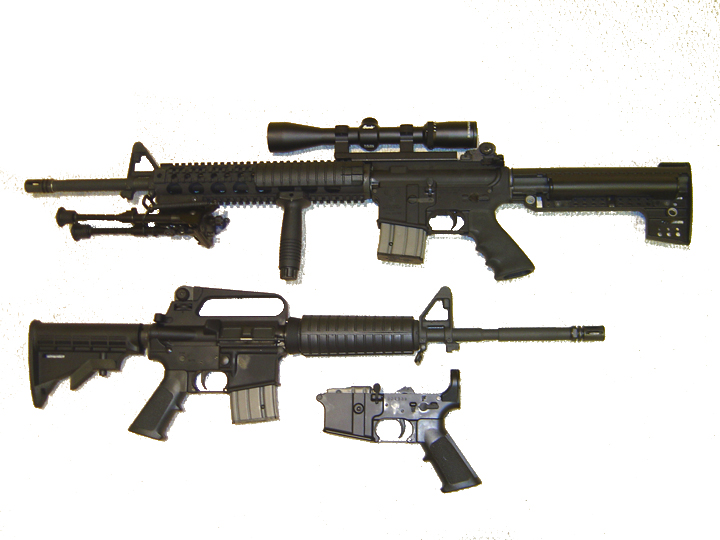
Az AR-15-ös gépkarabély

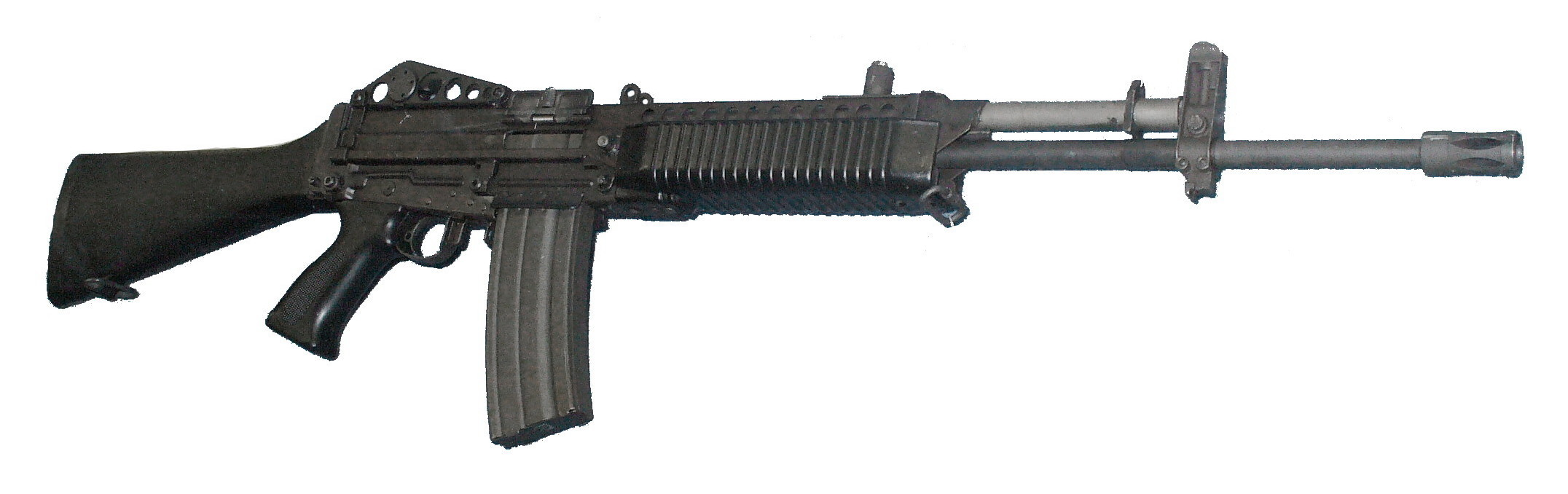
A Stoner 63-as

- AR-3
- AR-7
- AR-9
- AR-10
- AR-11
- AR-12
- AR-15 (M16)
- AR-16
- AR-18
- Stoner 62
- Stoner 63
- TRW 6425 Bushmaster
- Stoner 86
- SR-25
- SR-50

## Fordítás
Ez a szócikk részben vagy egészben a Eugene Stoner című angol Wikipédia-szócikk ezen változatának fordításán alapul.  Az eredeti cikk szerkesztőit annak laptörténete sorolja fel. Ez a jelzés csupán a megfogalmazás eredetét és a szerzői jogokat jelzi, nem szolgál a cikkben szereplő információk forrásmegjelöléseként.